# 선저우 15호

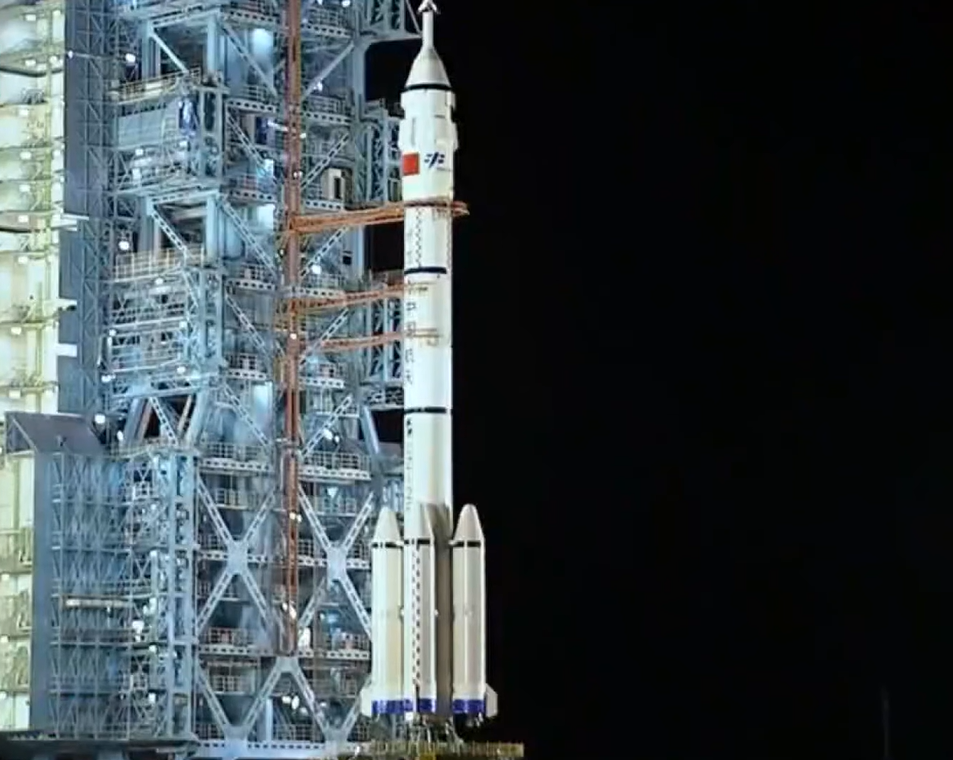
선저우 15호

선저우 15호(중국어: 神舟十五号)는 2022년 11월 29일에 발사된 중국의 톈궁 우주정거장으로 향하는 우주비행선이었다. 이 우주선에는 PLAAC 우주비행사 3명이 탑승했다. 이번 임무는 중국의 10번째 유인 우주 비행이자 선저우 계획 전체의 15번째 비행이었다.

## 배경
선저우 15호는 톈궁 우주정거장으로 향하는 네 번째 우주비행이었으며, 표준 임무 기간은 약 6개월로 세 번째였다. 이는 또한 2022년 7월과 10월에 원톈 모듈과 멍톈 모듈이 각각 발사 및 도킹되는 등 초기 완성 이후 정거장에 대한 첫 번째 임무였다.
발사에 앞서 선저우 15호 우주선은 선저우 14호 승무원을 위한 구명정으로 필요한 경우 거의 준비 상태로 유지되었다.
선저우 15호의 승무원은 2022년 11월 28일에 발표되었다.

## 같이 보기
- 선저우 (우주선)
- 톈궁 우주정거장
- 톈저우 (우주선)